# Izjaslav I di Murom
Izjaslav Vladimirovič, noto come Izjaslav I di Murom (in russo: Изяслав Владимирович) (1077 – Murom, 6 settembre 1096), è stato un principe russo della dinastia Rjurikidi.
Secondo figlio di Vladimir II e Gytha del Wessex, regnò a Kursk (fino al 1095) e Murom (1095-1096).

## Biografia
Izjaslav era il secondo figlio di Vladimir II e Gytha del Wessex. La data esatta della sua nascita è sconosciuta. Presumibilmente, nacque nel 1077 o 1078. Il suo padrino era Oleg di Černihiv (figlio di Svjatoslav II di Kiev), cugino di suo padre. Le cronache non riportano nulla sui primi anni della vita di Izjaslav. Secondo Tatishchev, Vladimir Vsevolodovič assegnò Smolensk a Izjaslav, ma nel 1095 lo diede a David Svjatoslavič (fratello di Oleg), che aveva già regnato a Novgorod, e trasferì Izjaslav a Kursk. Secondo un'altra versione, Izjaslav stesso cedette Smolensk a David, poiché non aveva la forza per tenere la città.
Poco dopo, Izjaslav fu coinvolto in una faida su larga scala tra suo padre Vladimir II e Svjatopolk II di Kiev da un lato, e Oleg di Černihiv dall'altro, iniziata nel 1095. La sua ragione era il confronto a lungo termine tra i principi su Černihiv. La città era governata da Oleg Svjatoslavič, che l'aveva presa da Vladimir II pochi anni prima. Quest'ultimo ha cercato di restituire a sé stesso Černihiv. Non appena Izjaslav ricevette la notizia dell'inizio della guerra, lasciò Kursk ed occupò Murom. La città si arrese senza resistenza ed il sindaco, fedele ad Oleg, fu catturato. Nella storiografia, non c'è un'opinione univoca sul fatto che la cattura di Murom sia stata un'iniziativa di Izjaslav o se abbia agito per conto di suo padre. In una lettera ad Oleg, Vladimir di Kiev in seguito ha declinato la responsabilità per le azioni di suo figlio, riferendo che Izjaslav è stato spinto a questo passo dal suo entourage.
Come risulta dalla stessa lettera, nel 1096 Izjaslav organizzò un matrimonio, ma suo padre non poté parteciparvi.
Poco dopo lo scoppio della guerra civile, Oleg fu costretto a lasciare Černihiv, e poi Starodub, ed andò a Smolensk da suo fratello David, dove iniziò a prepararsi per una campagna contro Murom. Tuttavia, all'inizio cercò di persuadere pacificamente Izjaslav Vladimirovič a lasciare la città, sulla quale non aveva diritti. I cronisti hanno conservato il testo del messaggio di Oleg:
"Vai al volost di tuo padre a Rostov, e questo è il volost di mio padre. Seduto qui, voglio concludere un accordo con tuo padre. Mi ha cacciato dalla città di mio padre. E qui non vuoi darmi anche il mio pane?!"
Alcuni storici hanno attirato l'attenzione sul fatto che anche un cronista con un atteggiamento negativo nei confronti di Oleg ha sottolineato che aveva ragione: “E Izjaslav non ha ascoltato queste parole, sperando in molti soldati. Oleg sperava nella sua verità, poiché avesse ragione in questo, ed andò in città con i soldati".
Izjaslav ha respinto le iniziative di pace di Oleg e ha iniziato a raccogliere truppe. Come notato da Golubovskij, il lento movimento dell'esercito di Oleg ha permesso ad Izjaslav di raccogliere forze significative dalle città della Russia nord-orientale - Rostov, Suzdal' e Belozers'k. Il 6 settembre 1096, le truppe dei principi in guerra si incontrarono in una battaglia sul campo vicino a Murom. Secondo le cronache, l'esercito di Oleg iniziò l'attacco. Presto Izjaslav fu ucciso in una feroce battaglia, dopo di che il suo esercito fuggì in parte a Murom, e in parte nella vicina foresta. Murom si arrese a Oleg senza combattere.
Dopo che le truppe di Oleg furono sconfitte da Mstislav Vladimirovič nella battaglia di Suzdal', il corpo di Izjaslav fu portato a Novgorod e deposto nella cattedrale di Santa Sofia.

## Ascendenza
|                         |                   |                      | Genitori              |  |  | Nonni |  |  | Bisnonni           |  |  | Trisnonni          |  |
|                         |                   |                      |                       |  |  |       |  |  | Jaroslav I di Kiev |  |  | Vladimir I di Kiev |  |
|                         |                   |                      |                       |  |  |       |  |  | Jaroslav I di Kiev |  |  | Vladimir I di Kiev |  |
|                         |                   | Rogneda di Polack    |                       |  |  |       |  |  | Jaroslav I di Kiev |  |  |                    |  |
| Vsevolod di Kiev        |                   |                      |                       |  |  |       |  |  | Jaroslav I di Kiev |  |  |                    |  |
|                         |                   | Ingegerd Olofsdotter | Olof III di Svezia    |  |  |       |  |  |                    |  |  |                    |  |
|                         |                   | Ingegerd Olofsdotter | Olof III di Svezia    |  |  |       |  |  |                    |  |  |                    |  |
|                         |                   | Ingegerd Olofsdotter | Estrid degli Obotriti |  |  |       |  |  |                    |  |  |                    |  |
| Vladimir II di Kiev     |                   | Ingegerd Olofsdotter |                       |  |  |       |  |  |                    |  |  |                    |  |
|                         |                   | …                    | …                     |  |  |       |  |  |                    |  |  |                    |  |
|                         |                   | …                    | …                     |  |  |       |  |  |                    |  |  |                    |  |
|                         |                   | …                    | …                     |  |  |       |  |  |                    |  |  |                    |  |
| Anastasia di Bisanzio   |                   | …                    |                       |  |  |       |  |  |                    |  |  |                    |  |
|                         |                   | …                    | …                     |  |  |       |  |  |                    |  |  |                    |  |
|                         |                   | …                    | …                     |  |  |       |  |  |                    |  |  |                    |  |
|                         |                   | …                    | …                     |  |  |       |  |  |                    |  |  |                    |  |
| Izjaslav I di Muron     |                   | …                    |                       |  |  |       |  |  |                    |  |  |                    |  |
|                         | Godwin del Wessex | Wulfnoth Cild        |                       |  |  |       |  |  |                    |  |  |                    |  |
|                         | Godwin del Wessex | Wulfnoth Cild        |                       |  |  |       |  |  |                    |  |  |                    |  |
|                         | Godwin del Wessex | …                    |                       |  |  |       |  |  |                    |  |  |                    |  |
| Aroldo II d'Inghilterra | Godwin del Wessex |                      |                       |  |  |       |  |  |                    |  |  |                    |  |
|                         |                   | Gytha Thorkelsdóttir | Thorgils Sprakalägg   |  |  |       |  |  |                    |  |  |                    |  |
|                         |                   | Gytha Thorkelsdóttir | Thorgils Sprakalägg   |  |  |       |  |  |                    |  |  |                    |  |
|                         |                   | Gytha Thorkelsdóttir | …                     |  |  |       |  |  |                    |  |  |                    |  |
| Gytha del Wessex        |                   | Gytha Thorkelsdóttir |                       |  |  |       |  |  |                    |  |  |                    |  |
|                         |                   | …                    | …                     |  |  |       |  |  |                    |  |  |                    |  |
|                         |                   | …                    | …                     |  |  |       |  |  |                    |  |  |                    |  |
|                         |                   | …                    | …                     |  |  |       |  |  |                    |  |  |                    |  |
| Ealdgyth Swan-neck      |                   | …                    |                       |  |  |       |  |  |                    |  |  |                    |  |
|                         |                   | …                    | …                     |  |  |       |  |  |                    |  |  |                    |  |
|                         |                   | …                    | …                     |  |  |       |  |  |                    |  |  |                    |  |
|                         |                   | …                    | …                     |  |  |       |  |  |                    |  |  |                    |  |
|                         |                   | …                    |                       |  |  |       |  |  |                    |  |  |                    |  |